# Wilhelm Ferdinand von Berg
Wilhelm Ferdinand von Berg (* 28. Juni 1794 in Potsdam; † 9. Juni 1885 in Halle (Saale)) war ein preußischer Generalleutnant.

## Leben

### Herkunft
Seine Eltern waren Wilhelm Ferdinand von Berg (1747–1827) und dessen Ehefrau Christiane Sophie Friederike, geborene von Wangenheim (1759–1824). Sein Vater war preußischer Oberst und Direktor des Militärwaisenhauses in Potsdam.

### Militärkarriere
Berg besuchte die Kadettenhäuser in Kalisch und Berlin. Im Jahr 1806 wurde er als Junker im Husarenregiment „von Württemberg“ der Preußischen Armee angestellt und nach dem Vierten Koalitionskrieg erhielt er noch 1807 seine Demission.
Am 1. August 1808 trat Berg als Freiwilliger in das Leib-Infanterie-Regiment ein, avancierte Anfang November 1710 zum Portepeefähnrich, bevor er am 4. Juni 1811 in das Brandenburgische Husaren-Regiment kam. Dort erfolgte am 1. Dezember 1811 seine Beförderung zum  Sekondeleutnant.
Während der Befreiungskriege kämpfte Berg in den Schlachten bei Großbeeren, Bautzen, Leipzig, an der Katzbach und Laon. Im Gefecht bei Reichenbach erwarb er sich das Eiserne Kreuz II. Klasse.
Am 29. März 1815 wurde er in das 8. Husaren-Regiment versetzt und am 27. Oktober 1816 dem Garde-Ulanen-Regiment aggregiert. Am 30. März 1817 wurde er als Premierleutnant einrangiert sowie am 20. Juni 1822 als Rittmeister und Eskadronchef in das Garde-Kürassier-Regiment versetzt. Vom 30. März 1837 bis zum 15. Mai 1844 war er Major und etatsmäßiger Stabsoffizier im 2. Kürassier-Regiment. Anschließend beauftragte man ihn zunächst mit der Führung des 6. Kürassier-Regiment und ernannte Berg am 14. Januar 1815 zum Regimentskommandeur. In dieser Stellung stieg er bis Mai 1849 zum Oberst auf. Am 11. März 1852 kam er als Kommandeur in die 7. Kavallerie-Brigade, wo er am 22. März 1852 zum Generalmajor befördert wurde. Unter Verleihung des Charakters als Generalleutnant erhielt Berg am 9. August 1855 seinen Abschied mit Pension. Am 10. Juli 1858 wurde er zur Disposition gestellt.
Nach seiner Verabschiedung erhielt Berg am 18. Oktober 1862 den Roten Adlerorden II. Klasse mit Stern und Eichenlaub. Er starb am 9. Juni 1885 in Halle (Saale).

### Familie
Berg heiratete am 30. Mai 1825 in Buskow Eleonore Karoline Wilhelmine Christiane Anna Ehrengard von Romberg (1798–1872). Das Paar hatte mehrere Kinder:
- Konrad Wilhelm Ferdinand (1827–1893), Rittmeister
- Adolf (* 1831)
- Maria (* 1832)